# Гуадалупе-де-Атлас
Гуадалу́пе-де-А́тлас (исп. Guadalupe de Atlas) — посёлок в центральной части Мексики, на территории штата Агуаскальентес. Входит в состав муниципалитета Асьентос.

## Географическое положение
Гуадалупе-де-Атлас расположен на северо-востоке штата, на расстоянии приблизительно 42 километров к северо-востоку от города Агуаскальентес. Абсолютная высота — 2023 метра над уровнем моря.

## Население
Согласно данным, полученным в ходе проведения официальной переписи 2005 года, в населённом пункте проживало 1838 человек (913 мужчин и 925 женщин). Насчитывалось 367 домохозяйств. По возрастному диапазону население распределилось следующим образом: 44,5 % — жители младше 18 лет, 50 % — между 18 и 59 годами и 5,5 % — в возрасте 60 лет и старше. Уровень грамотности среди жителей старше 15 лет составлял 96,8 %.
По данным переписи 2010 года, численность населения Гуадалупе-де-Атласа составляла 2259 человек. Динамика численности населения посёлка по годам:
| 2000 | 2005 | 2010 |
| ---- | ---- | ---- |
| 1803 | 1838 | 2259 |